# Mirko Palazzi
Mirko Palazzi, né le 21 mars 1987 à Rimini en Italie, est un footballeur international italo-saint-marinais évoluant au poste d'arrière gauche ou de milieu gauche.

## Biographie

### Équipe de Saint-Marin
À seulement 18 ans, Mirko Palazzi fait ses débuts avec l'équipe nationale de Saint-Marin le 8 octobre 2005, en remplaçant Federico Crescentini à la 71e minute durant le match contre la Bosnie-Herzégovine comptant pour les qualifications de la Coupe du monde 2006. L'année suivante, il connait sa première titularisation lors du match amical du 16 août 2006 face à l'Albanie.
De 2006 à 2012, Palazzi n'a pas pu être sélectionné à cause de problèmes de passeport. En dépit du fait d'avoir déjà joué pour la sélection, la nationalité saint-marinaise lui était refusée car il n'entrait pas dans certains critères (lieu de résidence…). Le 18 juin 2012, soit presque six ans après sa dernière sélection (6 septembre 2006, lors d'un match de qualification pour l'Euro 2008 face à l'Allemagne), il a enfin pu devenir citoyen saint-marinais. 
Ses problèmes administratifs étant réglés, Mirko Palazzi a été rapidement reconvoqué par Giampaolo Mazza, qui lui avait déjà offert ses premières sélections, pour le match amical du 14 août 2012 face à Malte. Depuis ce match, Palazzi est régulièrement titulaire lors des matches de la sélection biancazzurra. 
Mirko Palazzi a aussi la particularité d'être l'un des rares footballeurs professionnels de la Serenissima, qui est majoritairement composée de joueurs amateurs.

## Statistiques
Le tableau ci-dessous récapitule les statistiques en match officiel de Mirko Palazzi, :
| Saison                | Club                  | Championnat           | Championnat | Championnat | Coupe(s) nationale(s) | Coupe(s) nationale(s) | Compétition(s) continentale(s) | Compétition(s) continentale(s) | Compétition(s) continentale(s) | Autres compétitions | Autres compétitions | Autres compétitions | Total | Total |
| Saison                | Club                  | Division              | M.          | B.          | M.                    | B.                    | Comp.                          | M.                             | B.                             | Comp.               | M.                  | B.                  | M.    | B.    |
| 2006-2007             | Castelnuovo           | Serie C2              | 1           | 0           | -                     | -                     | -                              | -                              | -                              | -                   | -                   | -                   | 1     | 0     |
| 2006-2007             | Bellaria Igea Marina  | Serie C2              | 0           | 0           | -                     | -                     | -                              | -                              | -                              | -                   | -                   | -                   | 0     | 0     |
| 2007-2008             | ASD Verrucchio        | Serie D               | 25          | 0           | -                     | -                     | -                              | -                              | -                              | -                   | -                   | -                   | 25    | 0     |
| 2008-2009             | ASD Verrucchio        | Serie D               | 20          | 1           | -                     | -                     | -                              | -                              | -                              | -                   | -                   | -                   | 20    | 1     |
| 2009-2010             | Tre Penne             | Campionato            | 18          | 11          | 9                     | 6                     | -                              | -                              | -                              | PO                  | 3                   | 1                   | 30    | 18    |
| 2010-2011             | Tre Penne             | Campionato            | -           | -           | -                     | -                     | C3                             | 2                              | 2                              | -                   | -                   | -                   | 2     | 2     |
| 2010-2011             | Rimini                | Serie D               | 28          | 1           | -                     | -                     | -                              | -                              | -                              | -                   | -                   | -                   | 28    | 1     |
| 2011-2012             | Tre Penne             | Campionato            | -           | -           | -                     | -                     | C3                             | 1                              | 0                              | -                   | -                   | -                   | 1     | 0     |
| 2011-2012             | Rimini                | Lega Pro 2° Divisione | 27          | 4           | -                     | -                     | -                              | -                              | -                              | -                   | -                   | -                   | 27    | 4     |
| 2012-2013             | Rimini                | Lega Pro 2° Divisione | 21          | 0           | -                     | -                     | -                              | -                              | -                              | BR                  | 4                   | 1                   | 25    | 1     |
| 2013-2014             | Cosenza               | Lega Pro 2° Divisione | 12          | 0           | -                     | -                     | -                              | -                              | -                              | -                   | -                   | -                   | 12    | 0     |
| Total sur la carrière | Total sur la carrière | Total sur la carrière | 152         | 17          | 9                     | 6                     | -                              | 3                              | 2                              | -                   | 7                   | 2                   | 171   | 27    |